# یاکوشیما، کاگوشیما
یاکوشیما، کاگوشیما (به لاتین: Yakushima, Kagoshima) یک منطقهٔ مسکونی در ژاپن است که در Kumage District واقع شده‌است. یاکوشیما ۱۳٬۴۸۶ نفر جمعیت دارد.